# EHF Champions League mannen 2015/16
De EHF Champions League 2015/16 is de 56ste editie van de EHF Champions League.

## Deelnemers
In totaal hebben 31 clubs uit 23 landen zich rechtstreeks gekwalificeerd of een uitnodiging gekregen.

### Rechtstreeks gekwalificeerd
In overeenstemming met de EHF-coëfficiënt vastgesteld voor het 2015/2016 seizoen en de resultaten die in hun respectievelijke kampioenschappen rankings, 25 teams uit 23 nationale kampioenen, evenals de vice-kampioen van Duitsland en Spanje zijn gekwalificeerd:
| Rang | Land         | Team                  | Rangschikking competitie    | Besluit              |
| ---- | ------------ | --------------------- | --------------------------- | -------------------- |
| 1    | Duitsland    | THW Kiel              | Kampioen van Duitsland      | Hoge poule           |
| 1    | Duitsland    | Rhein-Neckar Löwen    | Vice-kampioen van Duitsland | Hoge poule           |
| 2    | Spanje       | FC Barcelona Lassa    | Kampioen van Spanje         | Hoge poule           |
| 2    | Spanje       | Naturhouse La Rioja   | Vice-kampioen van Spanje    | Lage poule           |
| 3    | Frankrijk    | Paris Saint-Germain   | Kampioen van Frankrijk      | Hoge poule           |
| 4    | Hongarije    | MVM Veszprém          | Kampioen van Hongarije      | Hoge poule           |
| 5    | Denemarken   | KIF Kolding Kobenhavn | Kampioen van Denemarken     | Hoge poule           |
| 6    | Slovenië     | Celje                 | Kampioen van Slovenië       | Hoge poule           |
| 7    | Polen        | Vive Tauron Kielce    | Kampioen van Polen          | Hoge poule           |
| 8    | Macedonië    | Vardar                | Kampioen van Macedonië      | Hoge poule           |
| 9    | Zweden       | IFK Kristianstad      | Kampioen van Zweden         | Hoge poule           |
| 10   | Wit-Rusland  | HC Meshkov Brest      | Kampioen van Wit-Rusland    | Lage poule           |
| 11   | Zwitserland  | Kadetten Schaffhausen | Kampioen van Zwitserland    | Lage poule           |
| 12   | Roemenië     | HCM Baia Mare         | Kampioen van Roemenië       | Lage poule           |
| 13   | Kroatië      | PPD Zagreb            | Kampioen van Kroatië        | Hoge poule           |
| 14   | Portugal     | FC Porto              | Kampioen van Portugal       | Lage poule           |
| 15   | Rusland      | Chekhovskiye Medvedi  | Kampioen van Rusland        | Lage poule           |
| 16   | Oekraïne     | Motor                 | Kampioen van Oekraïne       | Lage poule           |
| 17   | Servië       | Vojvodina             | Kampioen van Servië         | Lage poule           |
| 18   | Griekenland  | PAOK Saloniki         | Kampioen van Griekenland    | Geen deelnamen       |
| 19   | Slowakije    | TATRAN Presov         | Kampioen van Slovenië       | Lage poule           |
| 20   | Noorwegen    | Elverum Handball      | Kampioen van Noorwegen      | Kwalificatietoernooi |
| 21   | Turkije      | Beşiktaş JK           | Kampioen van Turkije        | Hoge poule           |
| 22   | Israël       | Hapoel Rishon LeZion  | Kampioen van Israël         | Geen deelnamen       |
| 23   | Bosnië en H. | RK Borac m:tel        | Kampioen van Bosnië en H.   | Kwalificatietoernooi |
| 24   | Luxemburg    | HB Dudelange          | Kampioen van Luxemburg      | Geen deelnamen       |
| 25   | België       | United HC Tongeren    | Kampioen van België         | Geen deelnamen       |
| 26   | Nederland    | OCI-LIONS             | Kampioen van Nederland      | Kwalificatietoernooi |
| 27   | Oostenrijk   | Alpla HC Hard         | Kampioen van Oostenrijk     | Kwalificatietoernooi |

- Griekenland, Luxemburg, België en Israël hebben hun automatisch toegewezen opgegeven.

### Wildcards
Naast direct gekwalificeerde clubs hebben clubs die zich hebben gekwalificeerd voor de EHF Cup de mogelijkheid om op uitnodiging een dossier in te dienen bij de EHF om een kwalificatie te verkrijgen (Wildcard). Zo hebben in totaal 12 clubs uit 9 landen een uitnodiging aangevraagd. Maar hoewel de EHF aanvankelijk van plan was drie kwalificatietoernooien te organiseren, was het feit dat vier federaties ( België , Griekenland , Luxemburg en Israël) hebben hun deelname afgewezen, zodat 12 clubs moesten worden uitgenodigd om de quota van plaatsen te vullen. Tot slot, tot verbazing van velen , de EHF besloten om slechts één kwalificatietoernooi te organiseren. Daarom krijgen slechts 6 clubs een uitnodiging terwijl de andere 6 in de EHF Cup:
| Rang | Land       | Team                   | Rangschikking competitie          | Besluit             |
| ---- | ---------- | ---------------------- | --------------------------------- | ------------------- |
| 1    | Duitsland  | SG Flensburg-Handewitt | Nummer 3 van de Duitse competitie | Hoge poule          |
| 1    | Duitsland  | SC Magdeburg           | Nummer 4 van de Duitse competitie | Deelnamen afgewezen |
| 3    | Frankrijk  | Montpellier            | Vice-kampioen van Frankrijk       | Hoge poule          |
| 3    | Frankrijk  | Saint-Raphaël          | Nummer 3 van de Franse competitie | Deelnamen afgewezen |
| 3    | Frankrijk  | HBC Nantes             | Bekerwinnaar van Frankrijk        | Deelnamen afgewezen |
| 4    | Hongarije  | MOL-Pick Szeged        | Vice-kampioen van Hongarije       | Hoge poule          |
| 5    | Denemarken | Skjern Handbold        | Vice-Kampioen van Denemarken      | Lage poule          |
| 6    | Slovenië   | Gorenje Velenje        | Vice-kampioen van Slovenië        | Deelnamen afgewezen |
| 7    | Polen      | Orlen Wisła Płock      | Vice-kampioen van Polen           | Hoge poule          |
| 8    | Macedonië  | Metalurg               | Vice-kampioen van Macedonië       | Lage poule          |
| 9    | Zweden     | Alingsås HK            | Vice-kampioen van Zweden          | Deelnamen afgewezen |
| 13   | Kroatië    | RK Nexe                | Vice-kampioen van Kroatië         | Deelnamen afgewezen |

## Kwalificatietoernooi
Er was geen loting gehouden voor het kwalificatie toernooi. De vier teams speelden een halve finale en finale om de laatste deelnemer te bepalen. Er werden wedstrijden gespeeld op 5 en 6 september 2015. RK Borac m:tel organiseerde het toernooi.
| Team 1           | Score        | Team 2         |
| Halve finale     | Halve finale | Halve finale   |
| ---------------- | ------------ | -------------- |
| Elverum Handball | 35 – 30      | OCI-LIONS      |
| Alpla HC Hard    | 35 – 33      | RK Borac m:tel |
| Troostfinale     |              |                |
| OCI-LIONS        | 33 – 29      | RK Borac m:tel |
| Finale           |              |                |
| Elverum Handball | 28 – 25      | Alpla HC Hard  |

Eindstand
| 100 | Elverum Håndball00 | 00Geplaats voor groepsfase EHF Champions League |
| 2   | Alpla HC Hard      | 00Geplaats voor derde ronde EHF Cup             |
| 3   | OCI-LIONS          | 00Geplaats voor derde ronde EHF Cup             |
| 4   | RK Borac m:tel     | 00Geplaats voor tweede ronde EHF Cup            |

## Hoofdtoernooi

### Groepsfase

#### Groep A
| Pos | Club                   | Gs | W  | G | V  | Pnt | Dv  | Dt  | Ds   | Opmerking                |
| --- | ---------------------- | -- | -- | - | -- | --- | --- | --- | ---- | ------------------------ |
| 1   | Paris Saint-Germain    | 14 | 12 | 0 | 2  | 24  | 442 | 389 | +53  | Kwartfinale              |
| 2   | MVM Veszprém           | 14 | 11 | 1 | 2  | 23  | 402 | 364 | +38  | 0000 Achtste finale 0000 |
| 3   | SG Flensburg-Handewitt | 14 | 10 | 0 | 4  | 20  | 429 | 380 | +49  | 0000 Achtste finale 0000 |
| 4   | THW Kiel               | 14 | 8  | 1 | 5  | 17  | 400 | 388 | +12  | 0000 Achtste finale 0000 |
| 5   | PPD Zagreb             | 14 | 5  | 1 | 8  | 11  | 358 | 367 | −9   | 0000 Achtste finale 0000 |
| 6   | Orlen Wisła Płock      | 14 | 3  | 2 | 9  | 8   | 372 | 397 | −25  | 0000 Achtste finale 0000 |
| 7   | Celje                  | 14 | 3  | 1 | 10 | 7   | 385 | 398 | −13  |                          |
| 8   | Beşiktaş JK            | 14 | 1  | 0 | 13 | 2   | 382 | 487 | −105 |                          |

#### Groep B
| Pos | Club                  | Gs | W  | G | V  | Pnt | Dv  | Dt  | Ds  | Opmerking                |
| --- | --------------------- | -- | -- | - | -- | --- | --- | --- | --- | ------------------------ |
| 1   | FC Barcelona Lassa    | 14 | 11 | 1 | 2  | 23  | 423 | 372 | +51 | Kwartfinale              |
| 2   | Vive Tauron Kielce    | 14 | 9  | 3 | 2  | 21  | 425 | 399 | +26 | 0000 Achtste finale 0000 |
| 3   | Vardar                | 14 | 9  | 0 | 5  | 18  | 416 | 373 | +43 | 0000 Achtste finale 0000 |
| 4   | Rhein-Neckar Löwen    | 14 | 8  | 1 | 5  | 17  | 369 | 353 | +16 | 0000 Achtste finale 0000 |
| 5   | MOL-Pick Szeged       | 14 | 7  | 1 | 6  | 15  | 404 | 390 | +14 | 0000 Achtste finale 0000 |
| 6   | Montpellier           | 14 | 3  | 1 | 10 | 7   | 372 | 413 | −41 | 0000 Achtste finale 0000 |
| 7   | IFK Kristianstad      | 14 | 3  | 1 | 10 | 7   | 409 | 437 | −28 |                          |
| 8   | KIF Kolding Kobenhavn | 14 | 2  | 0 | 12 | 4   | 348 | 429 | −81 |                          |

#### Groep C
| Pos | Club                 | Gs | W | G | V | Pnt | Dv  | Dt  | Ds  | Opmerking          |
| --- | -------------------- | -- | - | - | - | --- | --- | --- | --- | ------------------ |
| 1   | Meshkov Brest        | 10 | 8 | 0 | 2 | 16  | 321 | 264 | +57 | 0000 Play-off 0000 |
| 2   | Naturhouse La Rioja  | 10 | 7 | 0 | 3 | 14  | 298 | 270 | +28 | 0000 Play-off 0000 |
| 3   | FC Porto             | 10 | 7 | 0 | 3 | 14  | 296 | 265 | +31 |                    |
| 4   | Chekhovskiye Medvedi | 10 | 4 | 0 | 6 | 8   | 271 | 292 | −21 |                    |
| 5   | Vojvodina            | 10 | 2 | 0 | 8 | 4   | 241 | 297 | −56 |                    |
| 6   | TATRAN Presov        | 10 | 2 | 0 | 8 | 4   | 240 | 279 | −39 |                    |

0000000000 Naturhouse La Rioja 61–58 FC Porto
0000000000 Vojvodina 51-44 TATRAN Presov

#### Groep D
| Pos | Club                  | Gs | W | G | V | Pnt | Dv  | Dt  | Ds  | Opmerking          |
| --- | --------------------- | -- | - | - | - | --- | --- | --- | --- | ------------------ |
| 1   | Motor                 | 10 | 7 | 1 | 2 | 15  | 296 | 277 | +19 | 0000 Play-off 0000 |
| 2   | Skjern Handbold       | 10 | 6 | 2 | 2 | 14  | 293 | 271 | +22 | 0000 Play-off 0000 |
| 3   | Kadetten Schaffhausen | 10 | 5 | 1 | 4 | 11  | 270 | 270 | 0   |                    |
| 4   | HCM Baia Mare         | 10 | 3 | 3 | 4 | 9   | 264 | 268 | −4  |                    |
| 5   | Elverum Handball      | 10 | 3 | 1 | 6 | 7   | 274 | 289 | −15 |                    |
| 6   | Metalurg              | 10 | 2 | 0 | 8 | 4   | 219 | 241 | −22 |                    |

### Play-off
| Team 1              | Score   | Team 2        | 1       | 2       |
| ------------------- | ------- | ------------- | ------- | ------- |
| Naturhouse La Rioja | 67 – 70 | Motor         | 30 – 31 | 37 – 39 |
| Skjern Handbold     | 54 – 58 | Meshkov Brest | 31 – 31 | 23 – 27 |

### Achtste finale
| Team 1            | Score   | Team 2                 | 1       | 2       |
| ----------------- | ------- | ---------------------- | ------- | ------- |
| Motor             | 52 – 70 | MVM Veszprém           | 24 – 29 | 28 – 41 |
| Meshkov Brest     | 58 – 65 | Vive Tauron Kielce     | 28 – 32 | 30 – 33 |
| Montpellier       | 57 – 59 | SG Flensburg-Handewitt | 27 – 28 | 30 – 31 |
| Orlen Wisła Płock | 54 – 55 | Vardar                 | 30 – 30 | 24 – 25 |
| MOL-Pick Szeged   | 62 – 65 | THW Kiel               | 33 – 29 | 29 – 36 |
| PPD Zagreb        | 54 – 53 | Rhein-Neckar Löwen     | 23 – 24 | 31 – 29 |

### Kwartfinale
| Team 1                 | Score   | Team 2              | 1       | 2       |
| ---------------------- | ------- | ------------------- | ------- | ------- |
| PPD Zagreb             | 52 – 60 | Paris Saint-Germain | 20 – 28 | 32 – 32 |
| THW Kiel               | 59 – 57 | FC Barcelona Lassa  | 29 – 24 | 30 – 33 |
| Vardar                 | 56 – 59 | MVM Veszprém        | 26 – 29 | 30 – 30 |
| SG Flensburg-Handewitt | 56 – 57 | Vive Tauron Kielce  | 28 – 28 | 28 – 29 |

## Final Four
De VELUX EHF FINAL4 wordt op neutraalterrein gespeeld. Bij de heren is het de Lanxess Arena in Keulen, Duitsland.

#### Halve finale
| 28 mei 2016 15:15 | Vive Tauron Kielce | 28 – 26 | Paris Saint-Germain | Lanxess Arena, Keulen Scheidsrechters: Geipel, Helbig (GER) |
| 28 mei 2016 15:15 | (16-16)            |         |                     | Lanxess Arena, Keulen Scheidsrechters: Geipel, Helbig (GER) |
| 28 mei 2016 15:15 | 2× 9× 1×           |         | 3× 4× 1×            | Lanxess Arena, Keulen Scheidsrechters: Geipel, Helbig (GER) |

| 28 mei 2016 18:00 | THW Kiel                              | 28 – 31 (n.V.) | MVM Veszprém | Lanxess Arena, Keulen Scheidsrechters: Togstad, Kristiansen (NOR) |
| 28 mei 2016 18:00 | (15-12)                               |                |              | Lanxess Arena, Keulen Scheidsrechters: Togstad, Kristiansen (NOR) |
| 28 mei 2016 18:00 | 3× 4×                                 |                | 3×           | Lanxess Arena, Keulen Scheidsrechters: Togstad, Kristiansen (NOR) |
| 28 mei 2016 18:00 | Regulier: 25-25 Verlenging(en): 28-31 |                |              | Lanxess Arena, Keulen Scheidsrechters: Togstad, Kristiansen (NOR) |

#### Troostfinale
| 29 mei 2016 15:15 | Paris Saint-Germain | 29 – 27 | THW Kiel | Lanxess Arena, Keulen Scheidsrechters: Eliasson, Palsson (ISL) |
| 29 mei 2016 15:15 | (15-11)             |         |          | Lanxess Arena, Keulen Scheidsrechters: Eliasson, Palsson (ISL) |
| 29 mei 2016 15:15 | 3× 6×               |         | 3× 1×    | Lanxess Arena, Keulen Scheidsrechters: Eliasson, Palsson (ISL) |

#### Finale
| 29 mei 2016 18:00 | Vive Tauron Kielce                              | 39 – 38 (na 7m) | MVM Veszprém | Lanxess Arena, Keulen Scheidsrechters: Lopez, Ramirez (ESP) |
| 29 mei 2016 18:00 | (13-17)                                         |                 |              | Lanxess Arena, Keulen Scheidsrechters: Lopez, Ramirez (ESP) |
| 29 mei 2016 18:00 | 3× 5×                                           |                 | 3× 6×        | Lanxess Arena, Keulen Scheidsrechters: Lopez, Ramirez (ESP) |
| 29 mei 2016 18:00 | Regulier: 29-29 Verlenging(en): 35-35 7m: 39-38 |                 |              | Lanxess Arena, Keulen Scheidsrechters: Lopez, Ramirez (ESP) |